# 艤装
艤装（ぎそう、英語: rigging、outfitting）とは、船舶の製造過程のうち、船体（船殻）が完成した後に各種装備を取り付ける工程を指す。またその工程で取り付けられる各種装備のこと。もともとは船舶用語であるが、航空機、自動車、鉄道車両などについても機体や車体に各種装備を取り付ける工程が艤装と呼ばれるようになった。

## 造船
造船における艤装とは、船体を完成させたのちに、船としての機能を発揮できように装置や設備を装備するための工事である。進水を終えた後に行われることが一般的である。
代表的なものに、操船関係では操舵装置、係船装置、航海計器、通信装置があり、推進関係では主機関、諸補機関、軸系、プロペラがある。
操舵装置とは舵を動かすための装置類である。係船装置とは船を係留する（岸壁や海底に繋ぎとめる）ための装置であり、船首に格納された錨を投錨（海中に投下）したり投錨中の錨を揚収する（引き揚げて収納する）ための装置（この装置をウィンドラスという）や、錨に使う索類（ケーブルあるいは鎖あるいはロープ）、係柱、係船孔を含む。
船舶の種類ごとの艤装は次のようになる。
- 帆船、セーリングクルーザー類では、操舵装置、係船装置、航法装置（帆船やセーリングボートではコンパスや簡素なGPS航法装置 等）、通信装置 等々をとりつけることは基本どおりだが、帆船の場合は帆装類（セイルを広げるためのマスト（帆柱）、ブロック（=滑車）、クリート、シート（=ロープ ））の取り付け工事、および各種セイル類（基本セイル類の他、スピネーカー等の補助セイル、荒天用特殊セイル　等々）の船内への搭載を含むことが特徴である。
- 漁船では、基本の操舵装置、係船装置、航海計器（しばしば漁業用「GPS魚探」を含める）、通信機器、主機関、軸系、プロペラの工事に加えて、漁に必要な諸装備・機器の取り付けや、漁師の居住スペースの様々な工事を含むことが特徴である。
- フェリーでは、船内で鉄艤装、木艤装、機器艤装、塗装工事が行われ、船尾の係船甲板で係船装置・係船金物・ランプ扉及び同開閉装置の据え付け、甲板上で塗装、木甲板や遊歩甲板などの工事、機関室では主機リモコン装置および制御盤との結線や各機器類の送電チェックおよび機関監視装置の作動確認が行われる。その後、ファイナルドックで上架し、船体の最終塗装工事及び船底回りの残工事もを行う[3]。
- 軍艦（特に駆逐艦やフリゲートなどの水上戦闘艦）の場合は、基本の操船関係の装備（操舵装置、係船装置、航海計器、通信装置）、推進関係の装備（主機関、諸補機関、軸系、プロペラ）の工事に加えて、兵装（艦砲やミサイルランチャーなど）や軍事用センサー類（レーダーなど）の取り付けが行われることが特徴である。

もともと同じ設計の船体ではあっても、艤装のしかたによって、操船のしやすさや業務遂行のしやすさや居住性など、船の性質は大きく異なるものとなるのであり、その意味で重要な要素である。操船の方法や業務のやりかたについてはひとりひとりの操縦者によって流儀（好みのスタイル）が異なっていることやこだわりがあることも多く、各人の流儀を実現するためには艤装も異なってくることになる。そのため、艤装の工程は、実際にその船を操縦することになる人物が事前にじっくり吟味し、細かく注文をつけるかたちで進められることも多い。
軍艦の場合、艤装員長が、そのまま初代艦長に就任する場合が多い（つまり艦長になる見込みの人が、自分自身で自分の船の艤装の段階から陣頭指揮することが多い、ということである）。
なお、艤装も完了したことを「竣工」という。

### 艤装工程と法規
艤装に対して建設業法は適用されない。艤装における役務提供の経験は、たとえその内容が建設工事とほぼ変わらないものであったとしても、建設業法上の建設工事の実務経験としては認められない。
艤装における役務提供の中には、内装工事・電気工事・給排水設備工事・空調工事等、実態として建設工事とほぼ変わらないものも含まれる。しかしながら、艤装における役務提供は建設工事に含まれない。建設工事は土地に接着させた工作物を対象とするものであり、艤装の対象は土地に接着させたものではないためである。

## 航空機
航空機の場合も同様に、機体に、運航（飛行）に必要な各種配管や配線や機器類、それに壁材・窓枠・座席などの内装品の取付（build-up）を指す。なお、取り外しての整備が必須の航空エンジンの場合、「本体に配管・配線と補機類を装着し，機体に取り付ける直前の姿まで仕上げること」も艤装と言う。

## 自動車
自動車であれば、車体にインパネやシートなどを取り付ける工程を指し、総組み立ての工程とも言える。「艤」の漢字が舟偏であり船を連想させ違和感がある上に常用漢字外であるため、自動車業界では義装（ぎそう）やぎ装とも書く。
トラックなどにおいては車体を製造・架装するコーチビルダーに対し、消防車やクレーンなどの特殊装備を持つ車両を製造・架装する会社は艤装メーカーとして区別される（特装車を参照）。